# Athlétisme aux Jeux panaméricains de 1979
Navigation
Résultats des épreuves d'athlétisme des Jeux panaméricains de 1979 disputés à San Juan du 1er au 15 juillet 1979.

## Résultats

### Hommes
| Épreuves          | Or                                                                                | Argent                                                                        | Bronze                                                                           |
| ----------------- | --------------------------------------------------------------------------------- | ----------------------------------------------------------------------------- | -------------------------------------------------------------------------------- |
| 100 m             | Silvio Leonard 10 s 13                                                            | Harvey Glance 10 s 19                                                         | Emmit King 10 s 30                                                               |
| 200 m             | Silvio Leonard 20 s 37 w                                                          | James Gilkes 20 s 46 w                                                        | Don Coleman 20 s 56 w                                                            |
| 400 m             | Tony Darden 45 s 11                                                               | Alberto Juantorena 45 s 24                                                    | Willie Smith 45 s 3                                                              |
| 800 m             | James Robinson 1 min 46 s 3 a                                                     | Alberto Juantorena 1 min 46 s 4 a                                             | Agberto Guimarães 1 min 46 s 8 a                                                 |
| 1 500 m           | Donald Paige 3 min 40 s 4 a                                                       | Todd Harbour 3 min 41 s 5 a                                                   | Agberto Guimarães 3 min 41 s 5 a                                                 |
| 5 000 m           | Matt Centrowitz 14 min 1 s 0 a                                                    | Herb Lindsay 14 min 4 s 1 a                                                   | Rodolfo Gómez 14 min 5 s 0 a                                                     |
| 10 000 m          | Rodolfo Gómez 29 min 2 s 4 a                                                      | Enrique Aquino 29 min 3 s 9 a                                                 | Frank Shorter 29 min 6 s 4 a                                                     |
| Marathon          | Radamés González 2 h 24 min 9 s                                                   | Luis Barboza 2 h 24 min 44 s                                                  | Rich Hughson 2 h 25 min 34 s                                                     |
| 3 000 m steeple   | Henry Marsh 8 min 43 s 6 a                                                        | William McCullough 8 min 44 s 7 a                                             | Demetrio Cabanillos 8 min 52 s 4 a                                               |
| 110 m haies       | Renaldo Nehemiah 13 s 20                                                          | Alejandro Casañas 13 s 46                                                     | Charles Foster 13 s 56                                                           |
| 400 m haies       | James Walker 49 s 66                                                              | Antônio Díaz Ferreira 50 s 85                                                 | Frank Montiéh 51 s 30                                                            |
| 20 km marche      | Daniel Bautista 1 h 28 min 15 s                                                   | Neal Pyke 1 h 30 min 17 s                                                     | Todd Scully 1 h 32 min 30 s                                                      |
| 50 km marche      | Raúl González 4 h 5 min 17 s                                                      | Martín Bermúdez 4 h 11 min 13 s                                               | Marco Evoniuk 4 h 24 min 20 s                                                    |
| 4 × 100 m         | États-Unis Mike Roberson Harvey Glance Cliff Wiley Steve Riddick 38 s 85          | Cuba Alejandro Casañas Juan Saborit Silvio Leonard Osvaldo Lara 39 s 14       | Brésil Milton de Castro Rui da Silva Nelson dos Santos Altevir de Araújo 39 s 44 |
| 4 × 400 m         | États-Unis Tony Darden Maurice Peoples Herman Frazier James Walker 3 min 03 s 8 a | Jamaïque Colin Bradford Floyd Brown Ian Stapleton Bert Cameron 3 min 04 s 7 a | Cuba Alberto Juantorena Pedro Tanis Carlos Álvarez Frank Montiéh 3 min 06 s 3 a  |
| Saut en hauteur   | Franklin Jacobs 2,26 m                                                            | Benn Fields 2,19 m                                                            | Milt Ottey 2,19 m                                                                |
| Saut à la perche  | Bruce Simpson 5,15 m                                                              | Greg Woepse 5,05 m                                                            | Brian Morrissette 4,85 m                                                         |
| Saut en longueur  | João Carlos de Oliveira 8,18 m                                                    | David Giralt 8,15 m                                                           | Carl Lewis 8,13 m                                                                |
| Triple saut       | João Carlos de Oliveira 17,27 m                                                   | Willie Banks 16,88 m                                                          | James Butts 16,69 m                                                              |
| lancer du poids   | Dave Laut 20,22 m                                                                 | Bishop Dolegiewicz 19,67                                                      | Bruno Pauletto 19,61 m                                                           |
| Lancer du disque  | Mac Wilkins 63,30 m                                                               | Bradley Cooper 62,16 m                                                        | Luis Delís 61,70 m                                                               |
| Lancer du marteau | Scott Neilson 69,64 m                                                             | Armando Orozco 68,48 m                                                        | Genovevo Morejón 67,66 m                                                         |
| Lancer du javelot | Duncan Atwood 84,16 m                                                             | Antonio González 84,12 m                                                      | Raúl Pupo 81,96 m                                                                |
| Décathlon         | Bobby Coffman 8 078 pts                                                           | Tito Steiner 7 638 pts                                                        | Zenon Smiechowski 7 337 pts                                                      |

### Femmes
| Épreuves          | Or                                                                                    | Argent                                                                              | Bronze                                                                                 |
| ----------------- | ------------------------------------------------------------------------------------- | ----------------------------------------------------------------------------------- | -------------------------------------------------------------------------------------- |
| 100 m             | Evelyn Ashford 11 s 07                                                                | Brenda Morehead 11 s 11                                                             | Angella Taylor-Issajenko 11 s 36                                                       |
| 200 m             | Evelyn Ashford 22 s 24 w                                                              | Angella Taylor-Issajenko 22 s 74 w                                                  | Merlene Ottey 22 s 79 w                                                                |
| 400 m             | Sharon Dabney 51 s 81                                                                 | June Griffith 51 s 81                                                               | Pat Jackson 52 s 32                                                                    |
| 800 m             | Essie Kelley 2 min 01 s 2 a                                                           | Julie Brown 2 min 01 s 2 a                                                          | Aurelia Pentón 2 min 02 s 1 a                                                          |
| 1 500 m           | Mary Decker 4 min 05 s 7 a                                                            | Julie Brown 4 min 06 s 4 a                                                          | Penny Werthner 4 min 14 s 8 a                                                          |
| 3 000 m           | Jan Merrill 8 min 53 s 6 a                                                            | Julie Brown 8 h 59 s 9 a                                                            | Geri Fitch 9 min 35 s 7 a                                                              |
| 100 m haies       | Debbie LaPlante 12 s 90 w                                                             | Sharon Lane 13 s 56 w                                                               | Grisel Machado 13 s 60 w                                                               |
| Relais 4×100 m    | États-Unis Valerie Brisco Karen Hawkins Chandra Cheeseborough Brenda Morehead 43 s 30 | Jamaïque Leleith Hodges Rosie Alwood Carmetta Drummond Merlene Ottey 44 s 18        | Cuba Marta Zulueta Silvia Chivás Isabel Taylor Eloína Echevarría 46 s 26               |
| Relais 4×400 m    | États-Unis Essie Kelley Sharon Dabney Patricia Jackson Rosalyn Bryant 3 min 29 s 4 a  | Cuba Ana Luisa Guibert Nery McKeen Ana Fidelia Quirot Aurelia Pentón 3 min 36 s 3 a | Canada Anne Mackie-Morelli Jeanette Wood Marita Payne Micheline Racette 3 min 37 s 6 a |
| Saut en hauteur   | Louise Ritter 1,93 m                                                                  | Pamela Spencer 1,87 m                                                               | Debbie Brill 1,85 m                                                                    |
| Saut en longueur  | Kathy McMillan 6,46 m                                                                 | Ana Alexander 6,31 m                                                                | Eloína Echevarría 6,27 m                                                               |
| Lancer du poids   | María Elena Sarría 18,81 m                                                            | Maren Seidler 18,57 m                                                               | Carmen Ionescu 16,50 m                                                                 |
| Lancer du disque  | Carmen Romero 60,58 m                                                                 | María Betancourt 60,44 m                                                            | Carmen Ionescu 57,14 m                                                                 |
| Lancer du javelot | María Caridad Colón 62,36 m A                                                         | Lynn Cannon 56,18 m                                                                 | Cathy Sulinski 55,82 m                                                                 |
| Pentathlon        | Diane Konihowski 4 605 pts                                                            | Jodi Anderson 4 434 pts                                                             | Jill Ross 4 112 pts                                                                    |

## Tableau des médailles
| Rang | Nation                      | Or | Argent | Bronze | Total |
| ---- | --------------------------- | -- | ------ | ------ | ----- |
| 1    | États-Unis                  | 25 | 16     | 11     | 52    |
| 2    | Cuba                        | 6  | 10     | 9      | 25    |
| 3    | Canada                      | 3  | 3      | 12     | 18    |
| 4    | Mexique                     | 3  | 2      | 2      | 7     |
| 5    | Brésil                      | 2  | 1      | 3      | 6     |
| 6    | Jamaïque                    | 0  | 2      | 1      | 3     |
| 7    | Guyana                      | 0  | 2      | 0      | 2     |
| 8    | Argentine                   | 0  | 1      | 0      | 1     |
| 8    | Bahamas                     | 0  | 1      | 0      | 1     |
| 8    | Colombie                    | 0  | 1      | 0      | 1     |
| 11   | Îles Vierges des États-Unis | 0  | 0      | 1      | 1     |